# Vereinigung der Freizeitreiter und -fahrer in Deutschland
Die Vereinigung der Freizeitreiter und -fahrer in Deutschland (VFD) ist ein eingetragener Verein mit Sitz in Hannover, der sich als Anlaufpunkt für die Freizeitreiter und -fahrer versteht, die das Reiten und Fahren vornehmlich in der Natur und auf Wanderritten betreiben und ein Interesse an einem artgerechten Umgang mit dem Pferd haben, und der Freizeitgestaltung mit dem Pferd gegenüber der Sportausübung den Vorrang einräumen. Die VFD ist das größte Netzwerk für Freizeitreiter und Freizeitfahrer mit vielen Partnern in Deutschland und Europa. Die VFD ist offen für Reitweisen aller Stilrichtungen und unterscheidet damit im Gegensatz zur FN oder der EWU nicht zwischen Dressur- und Westernreiterei. Die Bundesgeschäftsstelle befindet sich in Twistringen.
Gegründet wurde der Verein am 7. Mai 1973 als Initiative gegen eine Anfang der 1970er Jahre geplante starke Einschränkung des Reitrechts in Wald und Flur. Auch heute stellt die Lobbyarbeit gegen Reitverbote oder gegen Initiativen zur Einführung einer Pferdesteuer einen Tätigkeitsschwerpunkt der VFD dar.

## Organisation
Die VFD ist rechtlich ein Gesamtverband und daher föderal organisiert. Neben dem Bundesverband gibt es 13 Landesverbände und regionale Untergliederungen. Ehrenamtliche Fach-Arbeitskreise auf Bundes- und Landesebene befassen sich etwa mit der Ausbildung, Umweltfragen, Wanderreiten, Fahren, Säumen und dem Betretungsrecht. Neben den ehrenamtlichen gibt es einige fest angestellte Mitarbeiter, in der Bundesgeschäftsstelle und in einigen Landesgeschäftsstellen.
- Baden-Württemberg
- Bayern
- Berlin-Brandenburg
- Hamburg / Schleswig-Holstein
- Hessen
- Mecklenburg-Vorpommern
- Niedersachsen / Bremen
- Nordrhein-Westfalen
- Rheinland-Pfalz
- Saarland
- Sachsen
- Sachsen-Anhalt
- Thüringen

Der Bundesverband wie auch die Landesverbände sind jeweils eigenständige Vereine, einige der regionalen Untergliederungen sind auch eingetragene Vereine, aber rein rechtlich sind alle Untergliederungen Bestandteile ihres Landesverbands. Ein Mitglied der VFD ist somit immer sowohl Mitglied im Bundesverband als auch in einem Landesverband. Der Verband ist intern von unten nach oben organisiert, d. h. die Mitglieder einer Verbandsebene wählen jeweils aus ihrer Mitte die Amtsträger und auf Landesebene die Vertreter (Delegierten) für die Bundesdelegiertenversammlung.
Innerhalb der Landesverbände kann sich die regionale Gliederung unterscheiden, so existiert beispielsweise in Nordrhein-Westfalen nahezu für jeden Kreis bzw. jede kreisfreie Stadt ein regionaler Unterverband, während in Niedersachsen größere Gebiete zu Bezirksverbänden zusammengefasst sind. Die regionalen Gliederungen stellen die Anlaufpunkte für Mitglieder und Interessierte dar. Sie bieten meist regelmäßige Stammtische und Veranstaltungen an, die auch Nicht-Mitgliedern offenstehen.

## Aufgaben
Die VFD ist registrierter Interessenvertreter i. S. d. Lobbyregistergesetzes. Die VFD vertritt als Lobbyverband die Freizeitreiter und -fahrer, in dem sie sich auf Bundes-, Landes- und kommunaler an den Verfahren zu Gesetzen und Verordnungen beteiligt, die die Belange der Pferdehalter, Reiter und Fahrer betreffen. Dies können Änderungen sein im Tier-, Natur-, Wald-, Reit- und Jagdrecht, oder Abstimmungsprozesse bezüglich der Pferdesteuer und Ausweisung von Reitwegen in einer Gemeinde.
Die VFD fördert das Freizeitreiten und -fahren als gesundheits- und breitensportliche Betätigung einschließlich der damit verbundenen Jugendarbeit sowie den Tier- und Naturschutz. Die VFD versteht sich daher als Lobbyist der Pferde und setzt sich dementsprechend für einen artgerechten Umgang mit ihnen und artgerechte, ökologische Formen der Pferdehaltung ein.
Die VFD bietet auch Ausbildungen unter anderem in den Bereichen Reitbegleithunde, Säumen, Fahren, Voltigieren, Gelände- und Wanderreiten an.